# محرر رسوميات نقطية

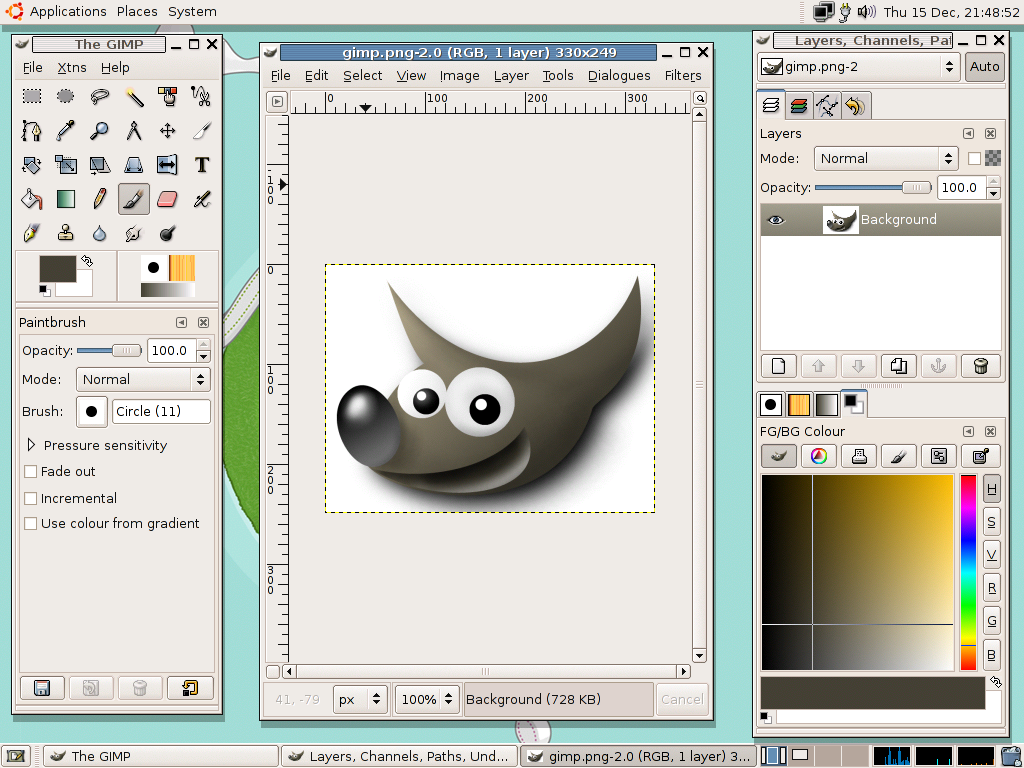
لقطة شاشة من جمب - محرر رسوميات نقطية حر

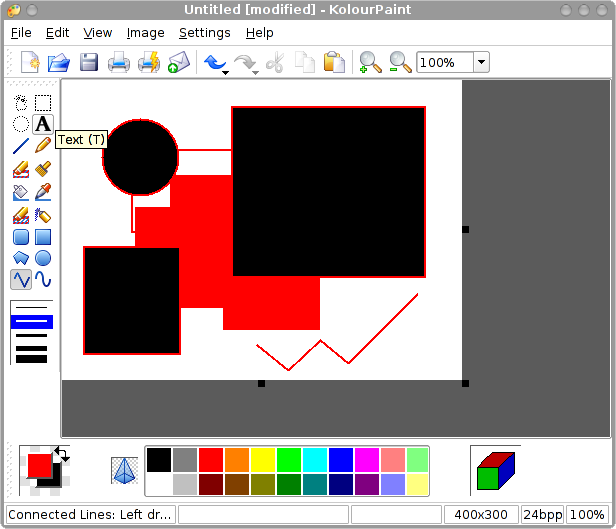
لقطة شاشة من كلربينت - محرر رسوميات نقطية في كدي

محرر رسوميات نقطية أو محرر رسوميات رستر (بالإنجليزية: Raster Graphics Editor)‏ هو برنامج حاسوب يتيح للمستخدمين رسم وتعديل الصور تفاعلياً على شاشة الحاسوب، وحفظهم إلى واحدة أو أكثر من الصيغ النقطية، مثل: بتماب (بالإنجليزية: bitmap)‏ أو جي بي جي، أو جي آي إف، أو بي إن جي.
عادة يفضل عارض الصور على محرر الرسوميات النقطية في عرض الصور.
تتخصص بعض البرامج في تحرير الصور الضوئية، مثل أدوبي فوتوشوب. بينما البعض الآخر منها متخصص في رسومات الفنانين، مثل أدوبي فايروركس.

## خصائص
- اختيار منطقة للتحرير
- رسم خطوط باستخدام فرش بمختلف الألوان والأشكال والأحجام
- ملء منطقة بلون ثابت أو تدرج لوني أو أنسجة (بالإنجليزية: textures)‏
- اختيار اللون باستخدام أنماط الألوان المختلفة (مثل أحمر وأخضر وأزرق أو صبغة إشباع إضاءة) أو باستخدام لاقط اللون، والقدرة على التحويل بين هذه الأنماط
- إضافة نص مطبوع بمختلف الخطوط
- إزالة الخدوش والغبار والتجاعيد والعيوب من الصور الفوتوغرافية
- التحرير المركب باستخدام الطبقات
- إمكانية تطبيق الفلاتر من أجل التأثيرات، مثل البري وإضافة الضباب
- التحويل بين صيغ ملفات الصور المتعددة